# Raymond du Puy de Provence
Il beato Raymond du Puy de Provence (1083 – 1160) è stato un condottiero francese e Gran Maestro dell'Ordine di San Giovanni di Gerusalemme (Cavalieri Ospitalieri) dal 1120 al 1160. È venerato come beato dalla Chiesa cattolica.

## Biografia
Figlio di Hughes Du Puy (1060-?), Signore de Pereins, d'Apifer e di Rochefort, già Governatore d'Acri e Generale al servizio di Goffredo di Buglione, egli era imparentato con Ademaro di Le Puy, legato papale nel corso della Prima Crociata. Come secondo Gran Maestro dell'Ordine egli sviluppò l'ordine secondo crismi di potenza militare. Egli prescrisse la croce puntata di Amalfi come simbolo ufficiale dell'Ordine, la quale divenne in seguito nota con il nome di Croce di Malta dopo che l'ordine stabilì la propria sede a Malta. Raymond divise l'ordine in fratelli religiosi, militari e affiliati e fondò la prima infermeria degli Ospitalieri presso la Chiesa del Santo Sepolcro a Gerusalemme. Egli fu presente alla Battaglia di Ascalona nel 1153.

## Rapporti con la spagna
Nel 1140, Raimondo si recò in Spagna per regolare la concessione territoriale che gli Ospitalieri avevano ottenuto da Alfonso il Battagliero, re d'Aragona e Navarra. Alfonso, senza eredi, aveva nominato suoi legatari gli Ospitalieri, i Cavalieri Templari e i Cavalieri del Santo Sepolcro. Alla sua morte, nell'autunno del 1134, il testamento non fu rispettato. Incaricato di rappresentare i tre ordini, Raimondo si recò in Spagna e avviò trattative con Raimondo Berengario IV. Il gruppo rinunciò ai propri diritti territoriali, a meno che Berengario non morisse senza eredi. In cambio, ottennero i diritti reali su Barbastro, Calatayud, Daroca, Huesca, Jaca, Saragozza e in tutte le città che l'Aragona avrebbe poi conquistato, così come in tutti i castelli e le città del regno con più di trenta contadini. Gli Ospitalieri si riservarono il terreno necessario per costruire una chiesa e un insediamento a Jaca. Il 24 giugno 1158, papa Adriano IV confermò questo accordo su richiesta di Berengario.

## In Terra Santa
Nel 1143, papa Celestino II emanò una bolla che conferiva agli Ospitalieri la giurisdizione sulla Chiesa di Santa Maria Alemanna (Chiesa di Santa Maria dei Tedeschi) a Gerusalemme, un ospedale che dal 1128 ospitava pellegrini tedeschi e crociati che non parlavano né la lingua locale né il latino. Sebbene formalmente un'istituzione degli Ospitalieri, il papa ordinò che il priore e i frati della domus Theutonicorum (casa dei Tedeschi) fossero sempre tedeschi, in modo che la tradizione di un'istituzione religiosa a guida tedesca potesse svilupparsi durante il XII secolo nel Regno di Gerusalemme. Quest'ultimo, che ottenne l'indipendenza nel 1190, rimase sotto la responsabilità degli Ospitalieri fino al 1229.
Seguendo l'esempio dei Cavalieri Templari, avrebbe sviluppato la protezione per i pellegrini garantendo loro sicurezza nei loro viaggi verso i Luoghi Santi. A poco a poco, assoldò cavalieri e uomini d'arme come mercenari e partecipò, tramite intermediari, alla difesa del Regno di Gerusalemme. L'importanza politica del Gran Maestro aumentò, poiché nel giugno del 1148, al Concilio di Acri, fu tra i principi che presero la decisione di intraprendere l'assedio di Damasco. In Terra Santa, l'influenza degli Ospitalieri divenne preponderante, con un ruolo decisivo assunto nelle operazioni militari e una presenza sempre più prominente dovuta al governo di Raimondo. Si dice anche che abbia assunto la gestione del lebbrosario fuori Gerusalemme che alla fine si separò dall'Ordine per diventare l'Ordine di San Lazzaro, diventandone il settimo Gran Maestro poco prima della sua morte.
Durante l'assedio di Ascalona del 1153, fu stipulata una tregua per consentire a ciascuna parte di seppellire i propri morti. Baldovino III di Gerusalemme tenne un concilio nella sua tenda, alla presenza di una reliquia della Vera Croce. Dopo cinque mesi di assedio, la posizione dei Franchi non migliorò. Una flotta egiziana aveva disperso quella latina, i Templari avevano subito una grave sconfitta durante l'assalto e buona parte dei cavalieri era stata massacrata. I nobili laici, scoraggiati dalla sconfitta, desideravano abbandonare l'assedio; ma Raimondo e Folco di Angoulême, patriarca latino di Gerusalemme, convinsero il re a proseguire, una posizione che incoraggiò i baroni. L'attacco fu ripreso con più vigore di prima e, tre giorni dopo, il 19 agosto 1153, gli assediati capitolarono e il giorno seguente evacuarono la città.